# Паско Попиванов
Паско Иванов Попиванов е български революционер, деец на Вътрешната македоно-одринска революционна организация.

## Биография
Паско Попиванов е роден през 1888 година в зъхненското село Скрижово, тогава в Османската империя, днес в Гърция. Присъединява се към ВМОРО и през 1906 година минава в нелегалност, като става четник при Тодор Паница, а през 1907-1908 година е четник при Георги Скрижовски. През Балканската война отново е в четата на Тодор Паница и участва в освобождението на Неврокоп и Драма. Доброволец в Македоно-одринското опълчение в 3 рота на 13 кукушка дружина.През 1919 година е заловен от гръцките власти и е осъден на 7 години затвор на Крит, но е амнистиран през 1922 година и се установява в Неврокоп.